# Lithobates capito
Lithobates capito is een kikker uit de familie echte kikkers of Ranidae. De soort behoorde lange tijd tot het geslacht Rana. De soort werd voor het eerst wetenschappelijk beschreven door John Lawrence LeConte in 1855. Oorspronkelijk werd de wetenschappelijke naam Rana capito gebruikt.

## Uiterlijke kenmerken
Lithobates capito kan ongeveer 10 centimeter lang worden en is te herkennen aan de zeer wrattige huid. Deze wratten zijn zeer groot en bijna vierkant, en zitten alleen op het midden van de rug. Anders dan bij padden zijn deze wratten niet onregelmatig verdeeld; ze zijn plat, en lopen in rijen over de rug en de twee uiterste rijen vormen dikke, bolle huidplooien waar andere kikkers uit dit geslacht juist dunne huidplooien hebben. De kleur kan enigszins variëren maar is meestal bruin tot bijna zwart. De ogen zijn opvallend groot en hebben een oranjebruine iris. De buik heeft vele kleine donkere vlekjes en mannetjes zijn van vrouwtjes te onderscheiden door kleine gele vlekjes op de wratten en bovenlip en vaak gelige okselvlekken.

## Verspreiding en habitat
Lithobates capito leeft in de Verenigde staten, in de staten North Carolina, South Carolina, zuidelijk Georgia tot in de zuidpunt van Florida. Deze soort houdt van zanderige streken met een open structuur zoals heidevelden en verstuivingen. Het is een ondergronds levende kikker die in holen leeft, maar deze graaft hij niet zelf; ze 'kraken' als het ware de holen van andere dieren, zoals konijnen, vossen en gravende schildpadden.

## Relatie met de gopherschildpad
Omdat deze kikkers vaak worden aangetroffen in de holen van de gopherschildpad (Gopherus polyphemus), een gravende schildpaddensoort, werd lange tijd gedacht dat deze twee soorten een symbiotische relatie hadden. Hieraan is ook de Engelse naam gopher frog naam te danken, maar harde bewijzen zijn nooit gevonden. Waarschijnlijk worden deze kikkers simpelweg niet opgemerkt vanwege het rustige karakter en het kluit-achtige voorkomen. Ook is deze soort nachtactief, in tegenstelling tot de gopherschildpad.

## Levenswijze
Het voedsel bestaat uit alles wat ze op kunnen eten; zowel insecten als kleine zoogdieren worden gegeten, Lithobates capito wordt pas tijdens de schemering actief, en alleen als het vochtig is. Tijdens de paartijd, die start na de eerste grote regenbui, zoeken de kikkers massaal de waterkant op; de mannetjes maken met de kwaakblaas een snorrend geluid om de vrouwtjes te lokken. Vrijwel alle vrouwtjes leggen tegelijkertijd eitjes, waardoor de poelen en sloten krioelen van de larven.